# Центральная электростанция городского трамвая с водокачальней
Центральная электростанция городского трамвая с водокачальней — памятник архитектуры. Расположен в Санкт-Петербурге, современный адрес дома — Атаманская улица, 3/6, набережная Обводного канала, 21.
Была построена в 1906—1907 годах архитектором А. И. Зазерским и гражданским инженером Л. Б. Горенбергом.
Фасад административной части декорирован, лестничной башне дано «барочное» ступенчатое завершение, её огибает криволинейный козырёк, приподнятый над люкарнами. Украшение верха башни контрастирует с нижним объёмом, в котором динамику обеспечивают узкие вертикальные окна. Крыльцо оформлено парадно, над входом сильно вынесенный «вагнеровский» козырёк. В отделке сочетаются различные фактуры — гранитный цоколь, бетонная поверхности и кирпичная кладка на стенах, кованые ажурные решётки парапета кровли.
К административной части примыкает одноэтажный машинный зал с восьмью световыми проёмами в металлических переплётах и огранёнными зеркальными шестиугольными стёклами с трапециевидным завершением, в простенках — кирпичные контрфорсы. На фасаде сочетаются красный кирпич и светлая штукатурка, создающие подобие фахверка. Башенки вентиляционных шахт на кровле оформлены коваными металлическими навершиями.
Единая станция была создана по идее инженера Г. О. Графтио, настаивавшего, что этот вариант будет вернее альтернативы с несколькими подстанциями. За право проводить работы конкурировали «Сименс & Гальске», «Всеобщая компания электричества» и «Вестингауз», в итоге строительством и поставкой оборудования занималось АО «Вестингауз».
Водокачальня ТЭЦ также оформлена в стиле модерн, расположена чуть поодаль от станции.

## Галерея

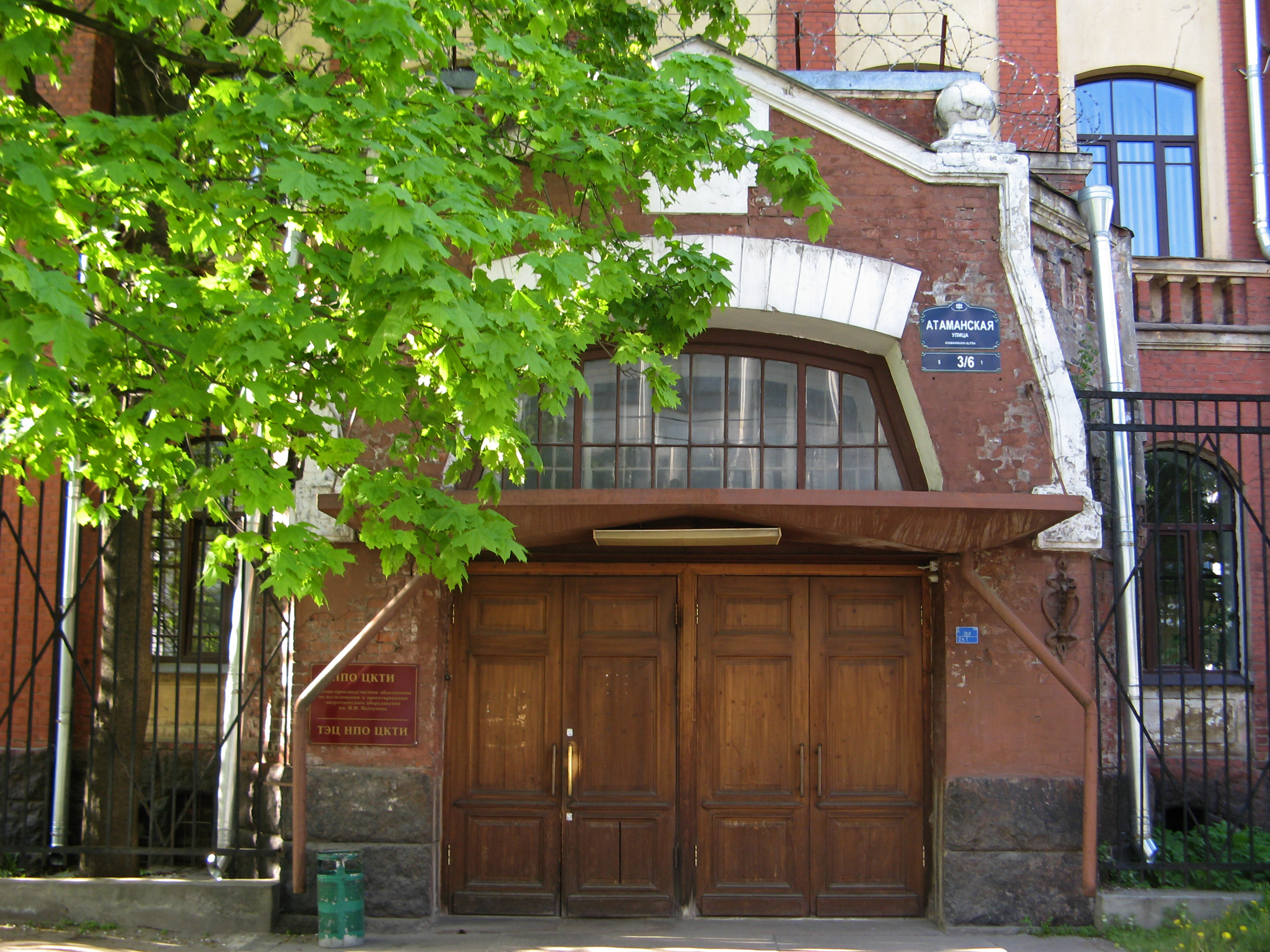
Крыльцо административного здания
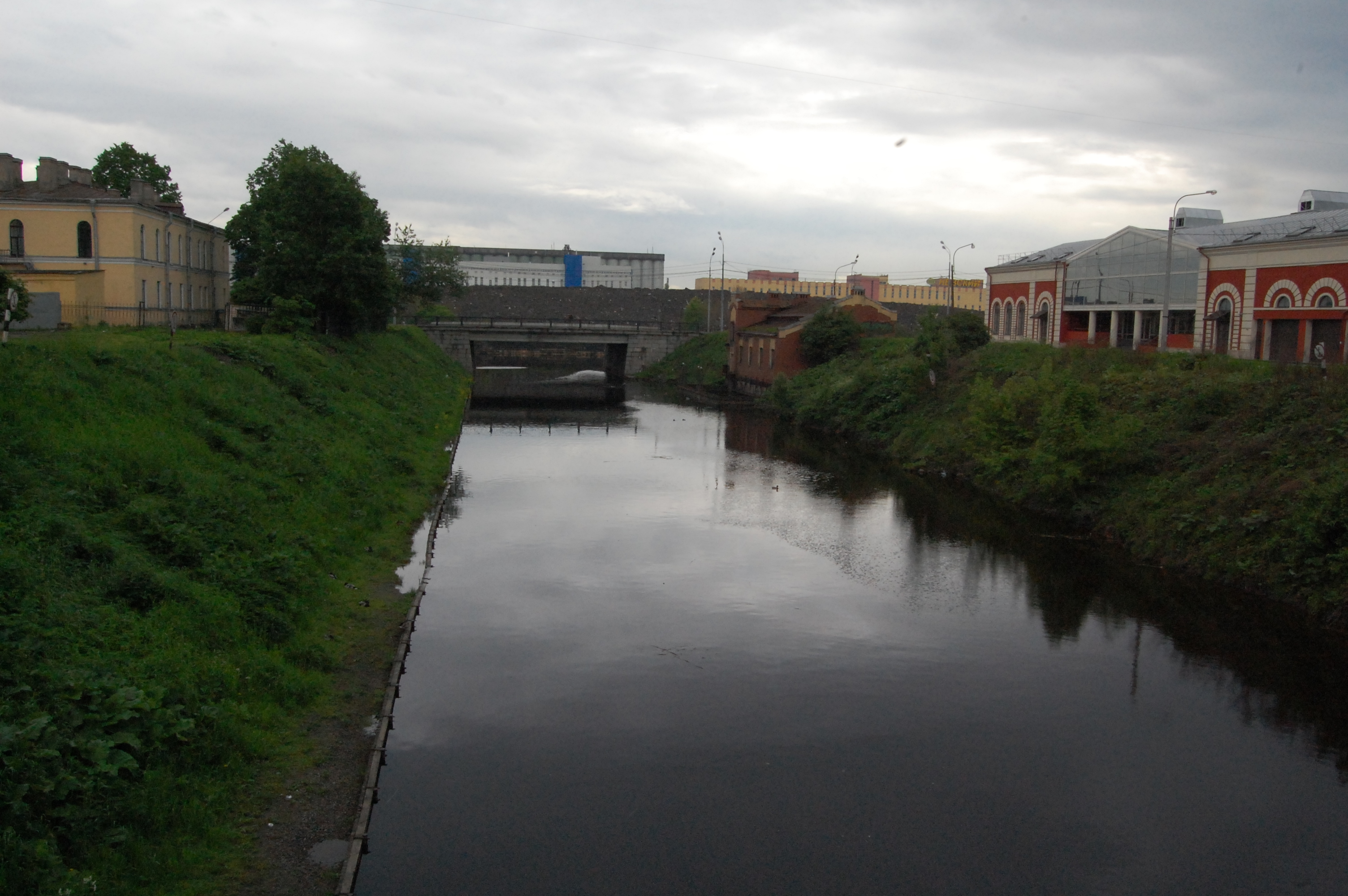
Водокачальня
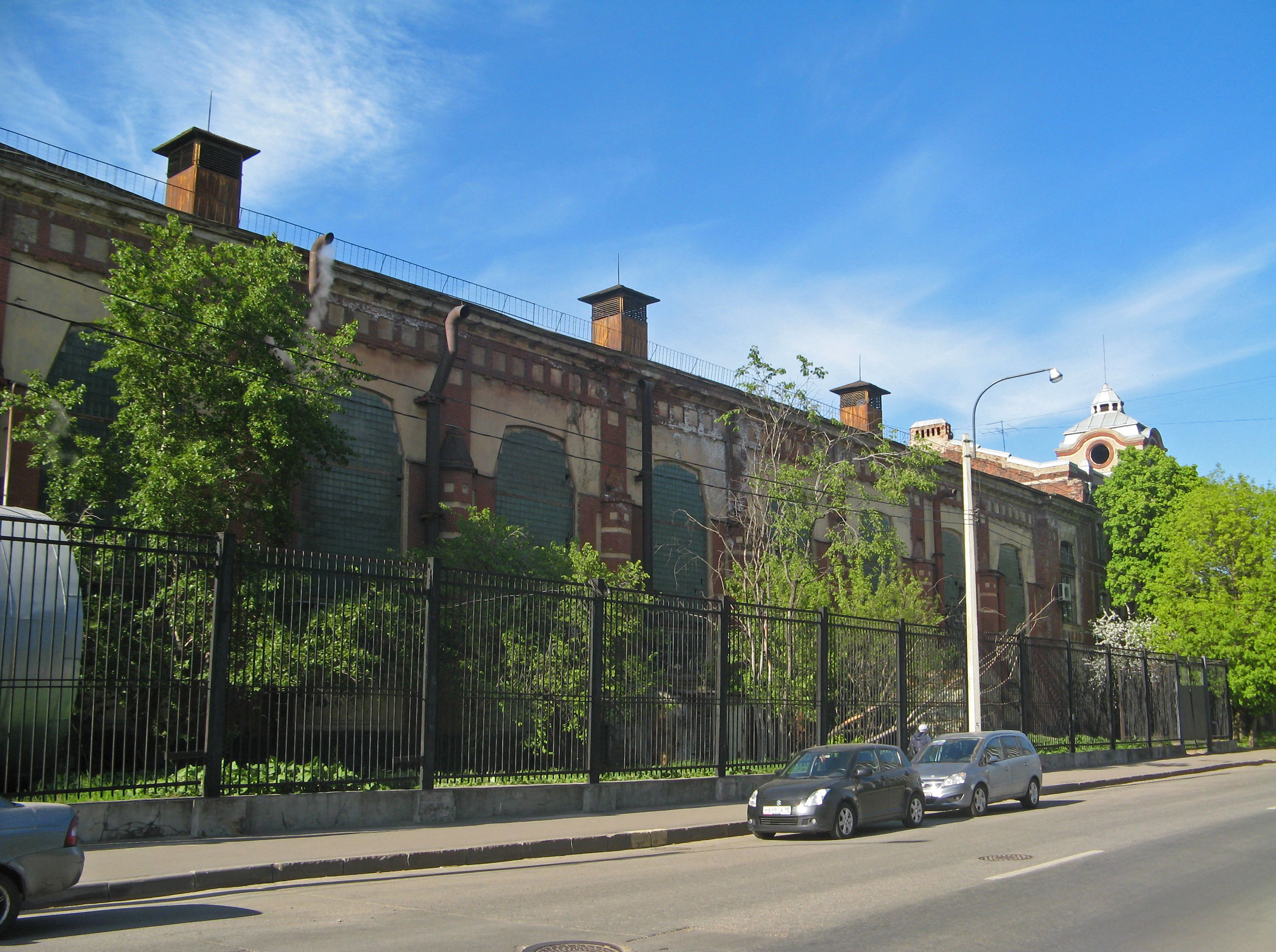
Машинный зал